# István Krenner
István Krenner (geboren 19. Oktober 1948 in Budapest) ist ein ungarischer Grafiker, Karikaturist und Illustrator.

## Leben
Krenner war von 1967 bis 1982 als Zahntechniker in einem Krankenhaus im Stadtteil Kútvölgy im XII. Bezirk in Budapest tätig. 1963 begann er als Autodidakt zu zeichnen, hauptsächlich Karikaturen. Von 1982 bis 1994 war er Mitarbeiter der ungarischen Satirezeitschrift Ludas Matyi.
Neben mehreren Einzelausstellungen in Ungarn wurden Arbeiten Krenners auch auf Ausstellungen beispielsweise in Paris, Frankfurt am Main und Tokio gezeigt.